# Johann André

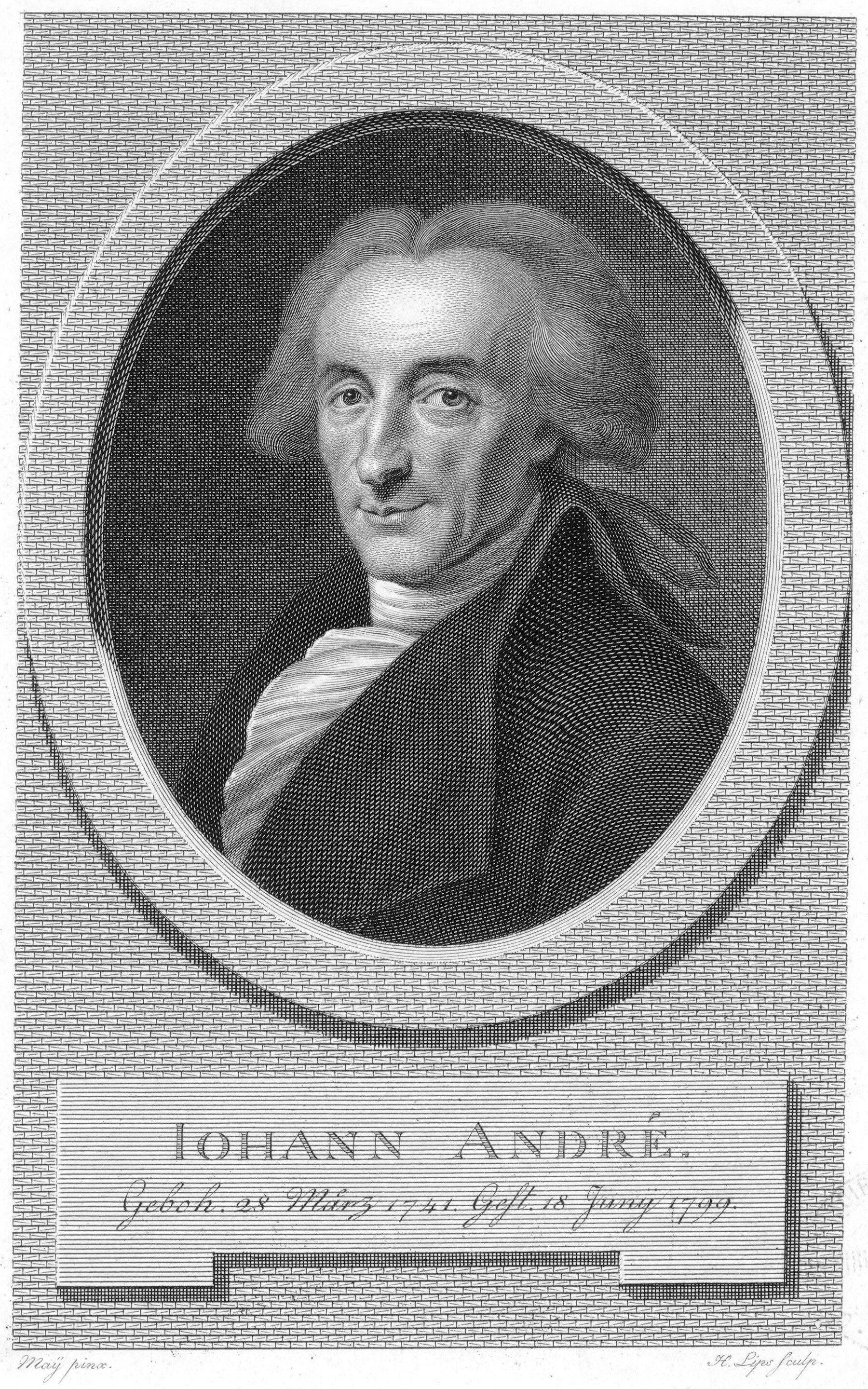
Johann André.

Johann André (Offenbach am Main, 28 de marzo de 1741 – 18 de junio de 1799) fue un músico, compositor y editor musical alemán.
En 1774, como patriarca de una familia hugonote, André fundó una de las primeras editoriales de música independientes de una librería, en Offenbach am Main. Entre sus amigos más cercanos en Offenbach estuvieron Goethe, en la época de su compromiso con Anna Elisabeth Schönemann, y está retratado en el libro 17 de la autobiografía de Goethe Dichtung und Wahrheit con un fondo de Offenbach am Main en 1775.
En 1777, André fue nombrado director musical en el Teatro Alemán en Berlín, sin haber abandonado Offenbach am Main. Compuso alrededor de 30 óperas, baladas y canciones.
Su hijo, Johann Anton André (1775–1842), siguió sus pasos en la composición y teoría musical. Después de haberse hecho cargo del negocio de publicación musical de su padre en 1799, Johann Anton André adquirió el legado musical de Mozart a Constanze Mozart en Viena. Desarrolló el negocio de la editorial de música e introdujo la litografía para imprimir notas. Musikhaus André y el Musikverlag Johann André, con su amplio archivo musical, existe todavía hoy en el centro de Offenbach.

## Obras
- Der Töpfer (Hanau, 1773)
- Erwin und Elmire (Fráncfort, 1775)
- Der alte Freyer (Fráncfort, 1775)
- Herzog Michael oder Die Nachtigall (Berlín, 1775)
- Der Barbier von Sevilien oder Die unnütze Vorsicht (Berlín 1776)
- Die Bezauberten oder Peter und Hannchen (Berlín, 1777)
- Der Fürst im höchsten Glanze (Berlín, 1777)
- Die Schadenfreude (Berlín, 1778)
- Der Alchymist oder Der Liebesteufel (Berlín, 1778)
- Laura Rosetti (Berlín, 1778)
- Die Grazien (Berlín, 1778)
- Azakia (Berlín, 1778)
- Claudine von Villa Bella (Berlín, 1778)
- Das tartarische Gesetz (Berlín, 1779)
- Alter schützt vor Thorheit nicht (Mannheim, 1779)
- Die Friedensfeyer oder Die unvermuthete Wiederkunft (Berlín, 1779)
- Friedrichs glorreichster Sieg (Berlín, 1779)
- Kurze Thorheit ist die beste (Berlín, 1780)
- Das wüthende Heer oder Das Mädchen im Thurme (Berlín, 1780)
- Heinrich der Erhabene aus dem Stamme der Brennen (Berlín, 1780)
- Der Zauberspiegel (Berlín, 1781)
- Belmont und Constanze oder Die Entführung aus dem Serail (Berlín, 1781)
- Mehr als Großmuth (Berlín, 1781)
- Elmine (Berlín, 1782)
- Eins wird doch helfen oder Die Werbung aus Liebe (Berlín, 1782)
- Der Liebhaber als Automat oder Die redende Maschine (Berlín, 1782)
- Der Barbier von Bagdad (Berlín, 1783)
- Der Bräutigam in der Klemme (Fráncfort, 1796)